# 2010 Chebyshev
2010 Chebyshev eller 1969 TL4 är en asteroid i huvudbältet som upptäcktes den 13 oktober 1969 av den rysk- sovjetiska astronomen Bella Burnasjeva vid Krims astrofysiska observatorium på Krim. Den är uppkallad efter Pafnutij Tjebysjov.
Asteroiden har en diameter på ungefär 24 kilometer och den tillhör asteroidgruppen Themis.